# European Championships 2018

Logos der European Championships 2018

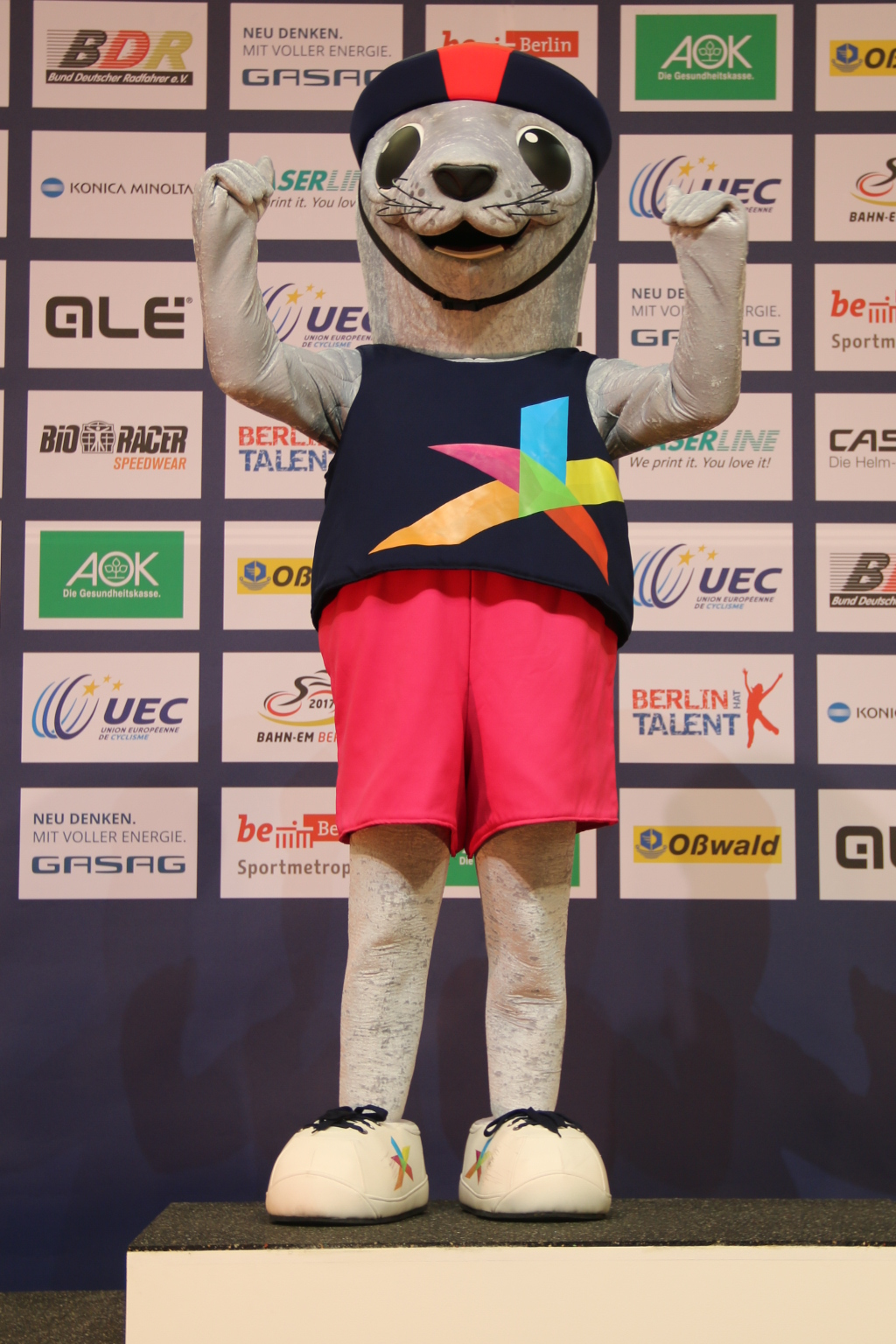
Seehund „Bonnie“, das Maskottchen der European Championships in Glasgow

Die 1. European Championships 2018 umfassten Europameisterschaften in sieben Sportarten. Sie fanden vom 2. bis 12. August 2018 in der schottischen Stadt Glasgow (Vereinigtes Königreich) und in der deutschen Hauptstadt Berlin statt.
Zu dieser Zeit wurden in Glasgow die Europameisterschaften im Schwimmen (Disziplinen Schwimmsport, Synchronschwimmen, Wasserspringen, Freiwasserschwimmen), Radsport (Disziplinen Bahnradsport, Straßenradsport, Mountainbike, BMX), Rudern, Triathlon, Golf und Turnen ausgetragen. Zusätzlich fanden die Leichtathletik-Europameisterschaften vom 6. bis 12. August in Berlin statt. Für die Wettbewerbe wurden rund 4500 Sportler erwartet.
Die European Championships schaffen eine neue Plattform für Sportarten, deren Europameisterschaften bislang auf ein unterschiedliches mediales Echo stießen.

## Ausgetragene Europameisterschaften
Die europäischen Sportverbände für Leichtathletik, Schwimmen, Radsport, Golf, Turnen, Rudern und Triathlon koordinierten im Rahmen der ersten Ausgabe der European Championships ihre jeweiligen Kontinentalmeisterschaften. Zum Zeitpunkt dieses Beschlusses hatten bereits Berlin für die Leichtathletik-EM und Glasgow für die Schwimm-EM den Zuschlag erhalten. Glasgow wurde die Ausrichtung der Titelkämpfe der anderen beteiligten Verbände übertragen.
- Leichtathletik-Europameisterschaften 2018
- Schwimmeuropameisterschaften 2018
- Bahn-, Straßen-, BMX- und Mountainbike-Europameisterschaften 2018
- Ruder-Europameisterschaften 2018
- Triathlon-Europameisterschaften 2018
- Turn-Europameisterschaften 2018
- Golf-Team-Europameisterschaften 2018

Übersicht über die ausgetragenen Europameisterschaften:
| Stadt   | Sportart                                                                             | Wettbewerbe | Sportler | Veranstaltungsorte                                                                                          |
| ------- | ------------------------------------------------------------------------------------ | ----------- | -------- | --- |
| Berlin  | - Leichtathletik                                                                     | 50          | 1500     | - Olympiastadion - Breitscheidplatz                                                                         |
| Glasgow | - Wassersport - Schwimmen - Wasserspringen - Synchronschwimmen - Freiwasserschwimmen | 72          | 1072     | - Tollcross International Swimming Centre - Royal Commonwealth Pool - Scotstoun Sports Campus - Loch Lomond |
| Glasgow | - Radsport - Straßenradsport - Bahnradsport - MTB - BMX                              | 30          | 1055     | - Sir Chris Hoy Velodrome - Cathkin Braes MTB Track - Glasgow BMX Track                                     |
| Glasgow | - Golf                                                                               | 3           | 64       | - Gleneagles                                                                                                |
| Glasgow | - Turnen - Gerätturnen                                                               | 12          | 311      | - SSE Hydro                                                                                                 |
| Glasgow | - Rudern                                                                             | 18          | 600      | - Strathclyde Country Park                                                                                  |
| Glasgow | - Triathlon                                                                          | 3           | 180      | - Strathclyde Country Park                                                                                  |

## Wettkampfstätten
Die meisten Anlagen befanden sich in Berlin und Glasgow. Darüber hinaus gab es einige Anlagen außerhalb Glasgows. Insgesamt gab es 13 verschiedene Wettkampfstätten.

### Berlin
- Olympiastadion Berlin für Leichtathletik
- Breitscheidplatz als Start und Ziel der Wettbewerbe im Gehen und Marathonlauf sowie die Qualifikationsrunde im Kugelstoßen der Herren

| Olympiastadion | Breitscheidplatz |
| -------------- | ---------------- |
| Olympiastadion | Breitscheidplatz |
| Leichtathletik | Gehen Marathon   |

### Glasgow
- Tollcross International Swimming Centre für Schwimmsport bzw. Beckenschwimmen
- Scotstoun Sports Campus für Synchronschwimmen
- Commonwealth Arena and Sir Chris Hoy Velodrome für Bahnradsport
- Straßen von Glasgow, East Dunbartonshire und Stirling für Straßenradsport
- Cathkin Braes Mountain Bike Trails für Mountainbike
- Knightswood Park für BMX
- The SSE Hydro für Turnen bzw. Gerätturnen

| Tollcross International Swimming Centre | Commonwealth Arena and Sir Chris Hoy Velodrome | Cathkin Braes Mountain Bike Trails | The SSE Hydro |
| --------------------------------------- | ---------------------------------------------- | ---------------------------------- | ------------- |
| Tollcross International Swimming Centre | Commonwealth Arena and Sir Chris Hoy Velodrome | Cathkin Braes Mountain Bike Trails | The SSE Hydro |
| Schwimmen                               | Bahnradsport                                   | Mountainbike                       | Turnen        |

### Außerhalb Glasgows
- Loch Lomond im Loch-Lomond-and-the-Trossachs-Nationalpark für Freiwasserschwimmen
- Royal Commonwealth Pool in Edinburgh für Wasserspringen
- PGA Centenary Course, Gleneagles in Auchterarder für Golf
- Strathclyde Country Park in Lanarkshire für Rudern und Triathlon

| Loch Lomond         | Royal Commonwealth Pool | PGA Centenary Course, Gleneagles | Strathclyde Country Park |
| ------------------- | ----------------------- | -------------------------------- | ------------------------ |
| Loch Lomond         | Royal Commonwealth Pool | PGA Centenary Course, Gleneagles | Strathclyde Country Park |
| Freiwasserschwimmen | Wasserspringen          | Golf                             | Rudern Triathlon         |

## Teilnehmende Nationen und Teams
Insgesamt waren 3.791 Athleten aus 52 Nationen und zwei Teams gemeldet (Stand: 4. August 2018). Bei den Europameisterschaften in der Leichtathletik wurden keine Athleten unter russischer Flagge zugelassen, ein Teil durfte dennoch unter neutraler Flagge (Authorised Neutral Athletes (ANA)) antreten. Außerdem trat ein anerkannter Flüchtling bei den Europameisterschaften in der Leichtathletik als Flüchtlingsteam (Athlete Refugee Team (ART)) auf.
- Albanien (8)
- Andorra (1)
- Armenien (17)
- Athleten im Flüchtlingsteam (1)
- Authorised Neutral Athletes (30)
- Aserbaidschan (21)
- Belgien (88)
- Bosnien und Herzegowina (8)
- Bulgarien (32)
- Dänemark (63)
- Deutschland (293)
- Estland (47)
- Färöer (2)
- Finnland (85)
- Frankreich (187)
- Georgien (15)
- Gibraltar (3)
- Griechenland (98)
- Großbritannien (313)
- Irland (80)
- Island (23)
- Israel (55)
- Italien (236)
- Kosovo (6)
- Kroatien (44)
- Lettland (39)
- Liechtenstein (4)
- Litauen (68)
- Luxemburg (11)
- Malta (6)
- Nordmazedonien (2)
- Moldau (8)
- Monaco (2)
- Montenegro (4)
- Niederlande (158)
- Norwegen (75)
- Österreich (84)
- Polen (189)
- Portugal (79)
- Rumänien (98)
- Russland (128)
- San Marino (8)
- Schweden (123)
- Schweiz (123)
- Serbien (33)
- Slowakei (49)
- Slowenien (33)
- Spanien (163)
- Tschechien (114)
- Türkei (104)
- Ukraine (163)
- Ungarn (93)
- Belarus (98)
- Zypern (23)

## Zeitplan
| August 2018    | August 2018       | 2. Do. | 3. Fr. | 4. Sa. | 5. So. | 6. Mo. | 7. Di. | 8. Mi. | 9. Do. | 10. Fr. | 11. Sa. | 12. So. | Entscheidungen | Entscheidungen |
| -------------- | ----------------- | ------ | ------ | ------ | ------ | ------ | ------ | ------ | ------ | ------- | ------- | ------- | -------------- | -------------- |
| Gerätturnen    | Gerätturnen       | ●      |        | 1      | 4      |        |        |        | ●      |         | 1       | 6       | 12             | 12             |
| Golf           | Golf              |        |        |        |        |        |        | ●      | ●      | ●       | 1       | 2       | 3              | 3              |
| Leichtathletik | Leichtathletik    |        |        |        |        | ●      | 7      | 5      | 6      | 9       | 11      | 12      | 50             | 50             |
| Radsport       | Bahn              | ●      | 6      | 4      | 4      | 4      | 4      |        |        |         |         |         | 22             | 30             |
| Radsport       | BMX               |        |        |        |        |        |        |        |        | ●       | 2       |         | 2              | 30             |
| Radsport       | Mountainbike      |        |        |        |        |        | 2      |        |        |         |         |         | 2              | 30             |
| Radsport       | Straße            |        |        |        | 1      |        |        | 2      |        |         |         | 1       | 4              | 30             |
| Rudern         | Rudern            | ●      | ●      | 9      | 8      |        |        |        |        |         |         |         | 17             | 17             |
| Schwimmsport   | Freischwimmen     |        |        |        |        |        |        | 2      | 2      |         | 1       | 2       | 72             | 72             |
| Schwimmsport   | Schwimmen         |        | 4      | 6      | 6      | 6      | 6      | 6      | 9      |         |         |         | 72             | 72             |
| Schwimmsport   | Synchronschwimmen |        | 2      | 1      | 1      | 2      | 3      |        |        |         |         |         | 72             | 72             |
| Schwimmsport   | Wasserspringen    |        |        |        |        | 1      | 2      | 2      | 2      | 2       | 2       | 2       | 72             | 72             |
| Triathlon      | Triathlon         |        |        |        |        |        |        |        | 1      | 1       | 1       |         | 3              | 3              |
| Goldmedaillen  | Goldmedaillen     | 0      | 12     | 21     | 24     | 13     | 24     | 17     | 20     | 12      | 19      | 25      | 187            | 187            |
| Gesamtsumme    | Gesamtsumme       | 0      | 12     | 33     | 57     | 70     | 94     | 111    | 131    | 143     | 162     | 187     | 187            | 187            |

Legende:
| ● | Vorentscheidungen | X | Anzahl Entscheidungen |

## Medaillenspiegel
Übersicht der Medaillen der European Championships 2018. Gastgeber in blau.
Endstand nach 187 Wettbewerben:
| Platz | Land                        | Gold | Silber | Bronze | Gesamt |
| ----- | --------------------------- | ---- | ------ | ------ | ------ |
| 1     | Russland                    | 31   | 19     | 16     | 66     |
| 2     | Großbritannien              | 26   | 26     | 22     | 74     |
| 3     | Italien                     | 15   | 17     | 28     | 60     |
| 4     | Niederlande                 | 15   | 15     | 13     | 43     |
| 5     | Deutschland                 | 13   | 17     | 23     | 53     |
| 6     | Frankreich                  | 13   | 14     | 15     | 42     |
| 7     | Polen                       | 9    | 6      | 6      | 21     |
| 8     | Ukraine                     | 8    | 13     | 5      | 26     |
| 9     | Schweiz                     | 8    | 4      | 7      | 19     |
| 10    | Ungarn                      | 7    | 4      | 4      | 15     |
| 11    | Belgien                     | 6    | 5      | 8      | 19     |
| 12    | Schweden                    | 6    | 3      | 2      | 11     |
| 13    | Norwegen                    | 5    | 2      | 1      | 8      |
| 14    | Griechenland                | 4    | 3      | 2      | 9      |
| 15    | Belarus                     | 4    | 2      | 3      | 9      |
| 16    | Spanien                     | 3    | 6      | 10     | 19     |
| 17    | Rumänien                    | 3    | 4      | 3      | 10     |
| 18    | Portugal                    | 2    | 2      | 0      | 4      |
| 19    | Kroatien                    | 2    | 1      | 0      | 3      |
| 20    | Dänemark                    | 1    | 4      | 2      | 7      |
| 20    | Litauen                     | 1    | 4      | 2      | 7      |
| 22    | Authorised Neutral Athletes | 1    | 3      | 2      | 6      |
| 22    | Türkei                      | 1    | 3      | 2      | 6      |
| 24    | Irland                      | 1    | 1      | 2      | 4      |
| 25    | Island                      | 1    | 1      | 0      | 2      |
| 25    | Israel                      | 1    | 1      | 0      | 2      |
| 27    | Tschechien                  | 0    | 3      | 1      | 4      |
| 28    | Österreich                  | 0    | 1      | 3      | 4      |
| 29    | Slowenien                   | 0    | 1      | 1      | 2      |
| 30    | Aserbaidschan               | 0    | 1      | 0      | 1      |
| 30    | Bulgarien                   | 0    | 1      | 0      | 1      |
| 30    | Slowakei                    | 0    | 1      | 0      | 1      |
| 33    | Armenien                    | 0    | 0      | 1      | 1      |
| 33    | Estland                     | 0    | 0      | 1      | 1      |
| 33    | Finnland                    | 0    | 0      | 1      | 1      |
| Total | Total                       | 187  | 187    | 187    | 561    |

## Medien und Sponsoren
Alle wichtigen öffentlich-rechtlichen TV-Anstalten Europas übertrugen die European Championships 2018. Darunter fielen die BBC in Großbritannien, ARD/ZDF in Deutschland, France Télévisions in Frankreich, RAI in Italien und RTVE in Spanien. Weitere Mitglieder der EBU sind unter anderem VRT (Belgien), HRT (Kroatien), DR (Dänemark), YLE (Finnland), RTÉ (Irland), NOS (Niederlande), NRK (Norwegen), TVP (Polen), SRG SSR (Schweiz) und SVT/TV4 (Schweden). Die Verbreitung der Übertragung wurde zudem auch noch durch einen Vertrag mit Eurosport ergänzt. Bis April 2018 hatten insgesamt 40 EBU-Mitglieder Vereinbarungen mit der EBU zur Übertragung der European Championships getroffen.
Die Veranstalter in Glasgow hatten vier offizielle Partner (People Make Glasgow, die Schottische Regierung, Strathmore und Spar), Berlin fünf (Spar, Le Gruyere, Nike, Toyo Tires und Eurovision) sowie zusätzlich eine weitere Sponsoring-Ebene von „Official Supporters“.
Die Meisterschaften wurden unter einer neuen Marke mit dem „Mark of a Champion“, einem sternartigen, sechsfarbigen Logo, inszeniert.